# MTM
MTM é um duo português que participou do Festival Eurovisão da Canção de 2001. MTM obteve a 17ª posição entre 23 participantes, com 18 pontos. "MTM" significa Marco, Tony e Música, os três elementos vitais do grupo.
Em 2001, o grupo MTM, formado por Marco Quelhas e Tony Jackson venceu o 44º Festival RTP da Canção com "Só Sei Ser Feliz Assim", com letra e música de Marco Quelhas. O Festival realizou-se em Santa Maria da Feira, mas só foi transmitido pela RTP alguns dias depois, devido à tragédia da ponte de Entre-os-Rios. 
O álbum "Fascínio Azul" de Marco Quelhas, editado pela Ovação, inclui "Só Sei Ser Feliz Assim" e "The Only Way", a versão em inglês do tema.

## Membros

### Marco Quelhas
Em 1989, Marco Quelhas regressou a Portugal depois de ter estado no estrangeiro durante 15 anos. Formou os Karamuru que gravaram dois discos e que ficaram em 2º lugar no Festival RTP da Canção de 1990 com "Essência da Vida". O tema mais conhecido do grupo é "Mulher Liberal". 
Em 1993, Marco foi ainda um dos co-autores do tema "A Cidade Até Ser Dia" com que Anabela, representou Portugal no Festival da Eurovisão.

### Tony Jackson
Tony Jackson nasceu em Angola. E veio para Portugal estudar medicina.